# Campeonato de España de Ciclismo en Ruta 1936
El XXXVI Campeonato de España de Ciclismo en Ruta se disputó en Palma de Mallorca el 28 de junio de 1936. La prueba se disputó en formato contrarreloj sobre una distancia de 150 kilómetros.
El ganador de la prueba fue el corredor Mariano Cañardo. Luciano Montero y Mariano Gascón completaron el podio.

## Clasificación final
| Pos. | Ciclista          | Equipo | Tiempo    |
| ---- | ----------------- | ------ | --------- |
| 1.   | Mariano Cañardo   | -      | 4h 36'56" |
| 2.   | Luciano Montero   | -      | a 6'41"   |
| 3.   | Mariano Gascón    | -      | a 8'59"   |
| 4.   | Bartolomé Flaquer | -      | a 11'55"  |
| 5.   | Antonio Escuriet  | -      | a 14'39"  |
| 6.   | Antonio Destrieux | -      | a 20'46"  |
| 7.   | Demetrio Vicente  | -      | a 52'13"  |
| -    | Salvador Cardona  | -      | s.c.      |
| -    | Andrés Canals     | -      | s.c.      |
| -    | Juan Gimeno       | -      | s.c.      |
| -    | Manuel Capella    | -      | s.c.      |